# Samsó de Dol
Samsó de Dol (Glamorgan, Gal·les, s. VI - Dol-de-Bretagne, Ille i Vilaine, França, 565) és un dels nombrosos sants bretons que les tradicions fan venir dels països cèltics de l'altre costat del Canal de la Mànega. És un dels anomenats Set sants fundadors de la Bretanya: la ciutat de Dol-de-Bretagne és una etapa del pelegrinatge medieval dels set sants de Bretanya continental, anomenat Tro Breizh (Volta a Bretanya). És venerat com a sant per diverses confessions cristianes.
Va fundar l'abadia de Dol i aquesta va esdevenir capital en l'època carolíngia.

## Hagiografia
La seva subscripció de les actes del Concili de París (vers el 560) testifica la historicitat d'aquest bisbe. La seva primera Vida llatina (segles VII-IX?) és el «cap de sèrie» de l'hagiografia bretona.

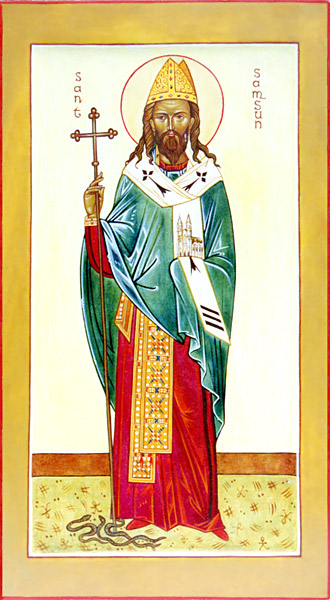
Icona oriental del sant.

Hauria nascut a la regió del Glamorgan actual (Sud-oest del país de Gal·les). Segons la seva vita, Amon i Anna, els seus pares, havien esperat molt de temps tenir un fill. Per consagrar-lo a Déu, el van enviar al monestir de Llaniltud Fawr ara Llantwit Major (prop de Cardiff). Hi va estudiar com alumne de sant Ildut que ha deixat també el seu nom a Lanildut (al nord-oest de Brest). Segons tradicions més tardanes, Samsó s'hauria fet notar per la seva capacitat per dominar els ocells destructors de collita. Convertí als seus pares a la vida monàstica i va accedir al capdavant del monestir d'Inis Pyr de resultes de la mort accidental de l'abat Piron.
Després d'una estada a Irlanda, va ser consagrat bisbe per sant Dubrici i va emigrar cap a Cornualla britànica on es va instal·lar a Golant, en una cova en la qual havia caçat una serp. Va creuar llavors la Mànega en direcció a la Bretanya continental on s'establí a Dol-de-Bretagne (avui a Ille i Vilaine). Es va entremetre llavors en una crisi política entre el rei franc Khildebert I (511-558) i el cap bretó Judual, al qual va contribuir a restablir en els seus drets sobre la Domnònia. La donació pel merovingi del monestir de Pentale (Saint-Samson-de-la-Roque) va acabar la construcció per Samsó, de part i d'altre de la Mànega, d'una xarxa monàstica controlada per la seva família.
Fins a la fi del segle xii, Dol-de-Bretagne va pretendre la dignitat arquebisbal amb autoritat sobre els altres bisbats bretons. Però el 1199, Felip II de França va obtenir del papa Innocenci III la confirmació de la preeminència de Tours. El bisbat de Dol tenia com a (relativa) particularitat el tenir un territori molt restringit al voltant de la seu episcopal i de tenir jurisdicció sobre nombrosos enclavaments repartits a les altres diòcesis bretones així com a Normandia a l'Aiguamoll Vernier on quatre parròquies van dependre de Dol-de-Bretagne fins al 1791.

## Veneració

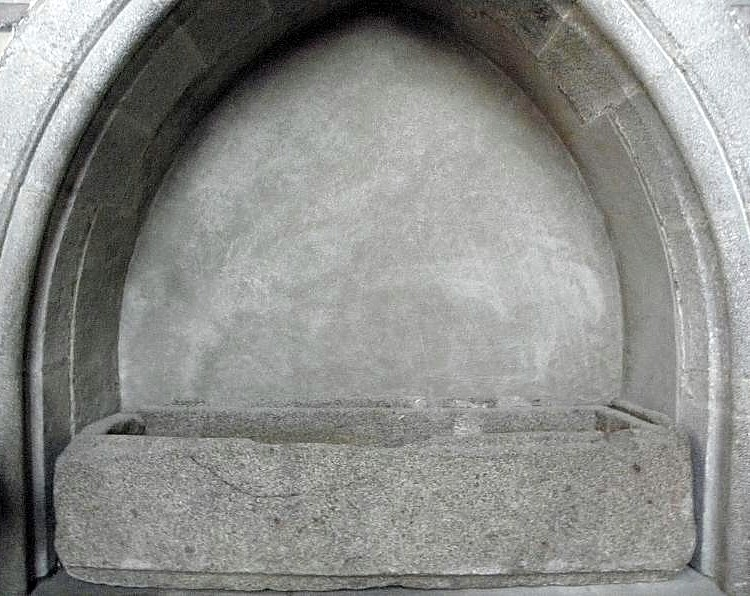
Tomba de Sant Samsó a la catedral de Dol-de-Bretagne.

La tomba de Sant Samsó es troba a la catedral del mateix nom a Dol-de-Bretagne. Aviat fou venerat com a sant i fou canonitzat; és el patró del diòcesi de Dol. Els bretons que fugien dels normands van difondre el culte d'aquest sant: les seves relíquies van ser dipositades el 930 al monestir de Saint-Symphorien d'Orléans, que es va fer abadia i després priorat de Saint-Samson.
Sant Samsó ha donat el seu nom a Saint-Samson-sur-Rance, prop de Dinan. Una capella porta el seu nom a Landunvez (Finistère). El seu culte s'ha difós fora de Bretanya, sobretot a Jersey, i a Guernesey així com a Normandia, a Saint-Samson-sur-Risle (Saint-Samson-de-la-Roque) al departament de l'Eure actual. L'església de la vila de La Roche-Guyon (Val-d'Oise li és dedicada, i una llegenda local diu que hi hauria pres muller abans de fer-se monjo. Ha estat canonitzat per haver alliberat una dona posseïda del dimoni. L'església de la ciutat de Clermont i la del poble de Saint-Samson-la-Poterie (Oise) li són dedicades.
Es troba el seu nom a Tristany i Isolda del qual un episodi es desenvolupa a la parròquia "Saint-Samson".